# Epidromia valida
Epidromia valida là một loài bướm đêm trong họ Erebidae.